# Barreira (Ceará)
Barreira is een gemeente in de Braziliaanse deelstaat Ceará. De gemeente telt 19.469 inwoners (schatting 2009).
De gemeente grenst aan Acarape, Chorozinho, Aracoiaba, Ocara en Redenção.